# Nguyễn Hải Anh (cầu thủ bóng đá)
Nguyễn Hải Anh (sinh ngày 20 tháng 8 năm 1987) là một cựu cầu thủ bóng đá chuyên nghiệp người Việt Nam. Thời còn thi đấu, anh chơi ở vị trí 
tiền đạo. Hiện nay, anh đang là trợ lý huấn luyện viên của Bà Rịa - Vũng Tàu.
Hải Anh cũng từng là tuyển thủ quốc gia Việt Nam trong giai đoạn 2013–2015, ra sân 8 trận và ghi được 4 bàn thắng.

## Sự nghiệp câu lạc bộ
Năm 2020, sau khi cùng Bà Rịa – Vũng Tàu về nhì tại Giải bóng đá Hạng Nhất quốc gia, Hải Anh quyết định treo giày để chuyển hướng theo học nghề huấn luyện.

## Sự nghiệp quốc tế
Năm 19 tháng 11 năm 2013, Hải Anh ra mắt đội tuyển quốc gia Việt Nam khi vào sân thay người trong trận gặp UAE tại vòng loại Asian Cup 2015. Năm 2014, trong 2 trận giao hữu với Myanmar và Hồng Kông, anh ghi được 4 bàn thắng. Phong độ tuyệt vời đó đã giúp anh được HLV Toshiya Miura điền tên vào danh sách 22 cầu thủ tham dự AFF Cup 2014.

## Thống kê sự nghiệp

### Quốc tế
Tính đến ngày 24 tháng 5 năm 2015.
| Đội tuyển quốc gia Việt Nam | Đội tuyển quốc gia Việt Nam | Đội tuyển quốc gia Việt Nam |
| Năm                         | Trận                        | Bàn                         |
| --------------------------- | --------------------------- | --------------------------- |
| 2013                        | 1                           | 0                           |
| 2014                        | 5                           | 4                           |
| 2015                        | 2                           | 0                           |
| Tổng cộng                   | 8                           | 4                           |

#### Bàn thắng quốc tế
Bàn thắng của đội tuyển Việt Nam được ghi trước.
| #  | Ngày               | Địa điểm                                    | Đối thủ   | Bàn thắng | Kết quả | Giải đấu |
| -- | ------------------ | ------------------------------------------- | --------- | --------- | ------- | -------- |
| 1. | 2 tháng 7 năm 2014 | Sân vận động Gò Đậu, Thủ Dầu Một, Việt Nam  | Myanmar   | 1–0       | 6–0     | Giao hữu |
| 2. | 2 tháng 7 năm 2014 | Sân vận động Gò Đậu, Thủ Dầu Một, Việt Nam  | Myanmar   | 2–0       | 6–0     | Giao hữu |
| 3. | 6 tháng 9 năm 2014 | Sân vận động Lạch Tray, Hải Phòng, Việt Nam | Hồng Kông | 1–0       | 3 –1    | Giao hữu |
| 4. | 6 tháng 9 năm 2014 | Sân vận động Lạch Tray, Hải Phòng, Việt Nam | Hồng Kông | 2–0       | 3 –1    | Giao hữu |

## Thành tích
Kienlongbank Kiên Giang
- Á quân Giải hạng Nhất quốc gia: 2011

Bà Rịa - Vũng Tàu
- Á quân Giải hạng Nhất quốc gia: 2020